# And Then There Were None (gruppo musicale)
Gli And Then There Were None (abbreviati ATTWN) sono una band metalcore nata nel 2003.
Il gruppo ha subito un cambio di formazione nel 2006 e, con i nuovi membri, ha cominciato a includere più elementi di musica pop.
Nel 2008 hanno firmato per la casa discografica Tooth & Nail Records con cui hanno pubblicato nel febbraio dell'anno successivo l'album Who Speaks for Planet Earth? Questo album ha raggiunto la quattordicesima posizione della US Heatseekers.
Il nome della band è ispirato al titolo americano della celeberrima opera di Agatha Christie, Dieci piccoli indiani: e poi non ne rimase nessuno.

## Formazione

### Formazione attuale
- Matt Rhoades - voce
- Sean Sweeney - chitarra
- Nick Masahos - chitarra
- Nick Kane Miskell - basso
- Matt McCommish - sintetizzatore
- Ryan Manning - batteria

### Ex componenti
- Chris Gagne - voce
- Mike Moderski - basso
- J. Sjostrom - chitarra
- Garret Henderson - batteria

## Discografia
| Anno | Titolo                       | Etichetta            | Pos. Classifica | Pos. Classifica | Pos. Classifica |
| Anno | Titolo                       | Etichetta            | US              | US Heatseekers  | US Christian    |
| ---- | ---------------------------- | -------------------- | --------------- | --------------- | --------------- |
| 2005 | The Green - EP               | Self-Released        | —               | —               | —               |
| 2006 | The Hope We Forgot Exists    | 13 Star Records      | —               | —               | —               |
| 2009 | Who Speaks for Planet Earth? | Tooth & Nail Records | —               | 14              | 16              |